# Королёв, Леонид
Леонид Королёв (род. 10 октября 1949) — советский легкоатлет, специалист по бегу на короткие дистанции. Выступал на всесоюзном уровне в 1970-х годах, чемпион СССР и Спартакиады народов СССР, призёр Кубка Европы, победитель первенств всесоюзного и всероссийского значения, участник Всемирной Универсиады в Москве. Представлял Ростов-на-Дону и Москву, спортивное общество «Спартак» и Вооружённые силы.

## Биография
Леонид Королёв родился 10 октября 1949 года. Занимался лёгкой атлетикой в Ростове-на-Дону под руководством заслуженного тренера РСФСР Тимофея Васильевича Прохорова, выступал за добровольное спортивное общество «Спартак» и Советскую Армию. Впоследствии переехал на постоянное жительство в Москву.
Первого серьёзного успеха на всесоюзном уровне добился в сезоне 1971 года, когда на чемпионате страны в рамках V летней Спартакиады народов СССР в Москве с командой РСФСР одержал победу в зачёте эстафеты 4 × 400 метров.
В 1972 году на чемпионате СССР в Москве выиграл бронзовую медаль в беге на 400 метров.
На чемпионате СССР 1973 года в Москве с российской командой вновь завоевал золото. Будучи студентом, представлял Советский Союз на Всемирной Универсиаде в Москве — в эстафете 4 × 400 метров занял первое место в финале, однако советскую команду дисквалифицировали, а её результат 3:03.8 — аннулировали. Также в составе советской сборной принимал участие в Кубке Европы в Эдинбурге, где стал вторым в эстафете 4 × 400 метров и победил в мужском командном зачёте.
В 1974 году на чемпионате СССР в Москве стал серебряным призёром в эстафете 4 × 400 метров.
На VI летней Спартакиаде народов СССР в Москве и разыгрывавшемся здесь чемпионате страны вновь занял первое место в программе эстафеты 4 × 400 метров.
В 1976 году в беге на 400 метров взял бронзу на чемпионате СССР в Киеве, в эстафете 4 × 400 метров победил на чемпионате СССР по эстафетному бегу в Ереване.
В 1977 году с московской командой выиграл серебряную медаль в эстафете 4 × 400 метров на чемпионате СССР в Москве.
На чемпионате СССР 1978 года в Тбилиси завоевал бронзовую награду в эстафете 4 × 400 метров.
В 1979 году на VII летней Спартакиаде народов СССР в Москве показал второй результат в эстафете 4 × 400 метров, уступив лишь команде из США, и победил в разыгрывавшемся здесь чемпионате СССР.